# 中村智子
中村 智子（なかむら ともこ、1968年4月13日 - ）は、朝日放送所属の元アナウンサー、報道記者。2012年頃から編成局番組宣伝部に在籍。

## 来歴・人物
大阪府大阪市東淀川区出身。血液型はO型。大阪府立北野高等学校、立命館大学産業社会学部を卒業後、1991年にアナウンサーとして入社。同期入社は阿部成寿。また高校の同期生には、NHKアナウンサー有働由美子がいる。女性アナウンサー採用再開後2人目の採用となった。
2010年秋の人事異動によりアナウンサー職を離れ、報道局ニュースセンターに異動した。2010年12月31日の特別番組『中村智子のワクワク探検隊!』（通常放送の『夕刊探検隊』の特別編）が、アナウンサーとしての最後の出演となった。異動後は、ABCラジオの定時ニュース『ABC朝日ニュース』のデスクなどを務めた。
2011年4月からは、アナウンサー時代にも不定期で出演した『ニュース探偵局』（ABCラジオ）に、報道局ニュースセンターの記者として週替わりで出演。『中村智子のワクワク探検隊!』の放送後3か月目にして、再びラジオのレギュラー番組を担当することになった。
2012年頃、テレビの編成局番組宣伝部に配属となった。

## 出演番組

### 番組宣伝部時代
- ビーバップ!ハイヒール（テレビ、2012年 - 2013年10月）

### アナウンサー時代
- アナパラ〜Oh!ラフィーキ〜（朝日放送のwebラジオ「webio」、番組プロデューサー兼務、2010年10月まで）
- 夕刊探検隊（ラジオ、2002年-2010年12月）
- 日本列島ほっと通信（ラジオ）※ABCラジオ担当リポーターとして不定期出演
- おはようコールABC（木・金）（テレビ）
- ワイドABCDE〜す（テレビ）
- おはよう朝日です（テレビ）
- つるべがおかず（ラジオ）

### 記者へ転身後
- ニュース探偵局（ラジオ、2011年4月- 9月）※中村より先に記者へ転身した同期入社の阿部、報道局のベテラン記者・大塚展生と週替わりで出演